# Cantonul Prayssas
Cantonul Prayssas este un canton din arondismentul Agen, departamentul Lot-et-Garonne, regiunea Aquitania, Franța.

## Comune
| Comune          | Populație (1999) | Cod poștal | Cod INSEE |
| --------------- | ---------------- | ---------- | --------- |
| Cours           | 206              | 47360      | 47073     |
| Granges-sur-Lot | 580              | 47260      | 47111     |
| Lacépède        | 295              | 47360      | 47125     |
| Laugnac         | 633              | 47360      | 47140     |
| Lusignan-Petit  | 370              | 47360      | 47154     |
| Madaillan       | 614              | 47360      | 47155     |
| Montpezat       | 582              | 47360      | 47190     |
| Prayssas        | 948              | 47360      | 47213     |
| Saint-Sardos    | 334              | 47360      | 47276     |